# ニルス・オンスター
ニルス・オンスター（Niels Onstad、1909年3月26日 - 1978年6月17日）は、ノルウェーの海運業経営者である。美術品コレクターとしても知られる。

## 生涯
オンスターは1909年3月26日にクリスチャニア（現在のオスロ）で生まれた。若い頃にはオスロのサッカークラブ、FKリンに所属し、トップチームのディフェンダーとして1828年のノルウェー・カップの決勝にも出場した。
1935年、兄のハーコン(1901-1980)と共にオスロで海運会社Niels Onstad Tank Rederi A/Sを設立した。1940年にナチス・ドイツがノルウェーを占領すると、オンスターはニューヨークに移り、他のノルウェーの海運業者と共同でノトラシップを設立して、ノルウェー亡命政権を支えた。
1956年、オンスターは元フィギュアスケーターのソニア・ヘニーと結婚した。オンスターは、画家だった母のつてで、エドヴァルド・ムンクなどノルウェーの美術界に広く人脈を持っており、美術コレクターとしても知られていた。ソニアも美術コレクターであり、1968年、2人はオスロ近郊にヘニー・オンスタッド美術館を設立して保有するコレクションを収蔵した。

## 大衆文化において
1976年の映画『キングコング』において、キングコングをアメリカまで運ぶ船として、オンスターの海運会社が保有するタンカー「スザンネ・オンスター」(Susanne Onstad)が使用された。